# سعد المخيني
سعد سهيل جمعة المخيني المعروف باسم سعد سهيل (مواليد 6 سبتمبر 1987) هو لاعب كرة قدم عماني يجيد اللعب كظهير أيمن .

## الأهداف الدولية
| # | التاريخ       | المكان                                 | الخصم | النتيجة | الحصيلة | المنافسة                          |
| - | ------------- | -------------------------------------- | ----- | ------- | ------- | --------------------------------- |
| 1 | 8 أكتوبر 2015 | مجمع السلطان قابوس الرياضي، مسقط، عمان | إيران | 1–1     | 1–1     | تصفيات كأس العالم لكرة القدم 2018 |

## انضمامه لنادي النصر
بعد تألقه مع منتخب عمان في كأس الخليج 23 في الكويت وقع مع نادي النصر في مطلع عام 2018 في عقد لمدة موسم و نصف .

## روابط خارجية
- سعد المخيني على موقع الاتحاد الدولي (مؤرشف)  (الإنجليزية)
- سعد المخيني على موقع قاعدة بيانات كرة القدم.إي يو (الإنجليزية)
- سعد المخيني على موقع ناشيونال فوتبول تيمز (الإنجليزية)
- سعد المخيني على موقع Soccerway.com (الإنجليزية)
- سعد المخيني على موقع كووورة